# 山形食品
山形食品株式会社（やまがたしょくひん）は、山形県南陽市に本社を置く清涼飲料水の製造と販売を行う企業である。

## 概要
1932年に東置賜郡屋代村の農業団体によって西洋梨の加工工場として発足。1948年、農協法によって屋代郷農村工業協同組合連合会へ改称。1965年に協同組合連合会を解散し、山形食品株式会社に改組。
1973年から山形県産の果物を使用したジュースとジェラートの自社ブランド「サン＆リブ」を製造、販売を行っている。
2013年に「山形県産業賞」、2019年に「食品産業優良企業等表彰 食品産業部門＜農商工連携推進タイプ＞ 農林水産大臣賞」を受賞している。

## 主な商品
- サン&リブ 山形代表[5]
- サン&リブ 山形代表ミルクジェラート[6]
- サン&リブ 山形代表グミチョコ[7]
- サン&リブ 山形くだものサイダー[8]
- サン&リブ 雪山ソルベ[9]
- サン&リブ ランラン♪ラララ[10] - 東北芸術工科大学との共同企画商品
- サン&リブ 山形ジェラート[11]
- サン&リブ シャインマスカットウォーター[12]
- サン&リブ 山形ミックス[13]
- サン&リブ 山形つや姫玄米茶[14]
- サン&リブ 山形パインサイダー[15]
- サン&リブ 12[16] - モンテディオ山形との共同企画商品